# Banner (skivmärke)

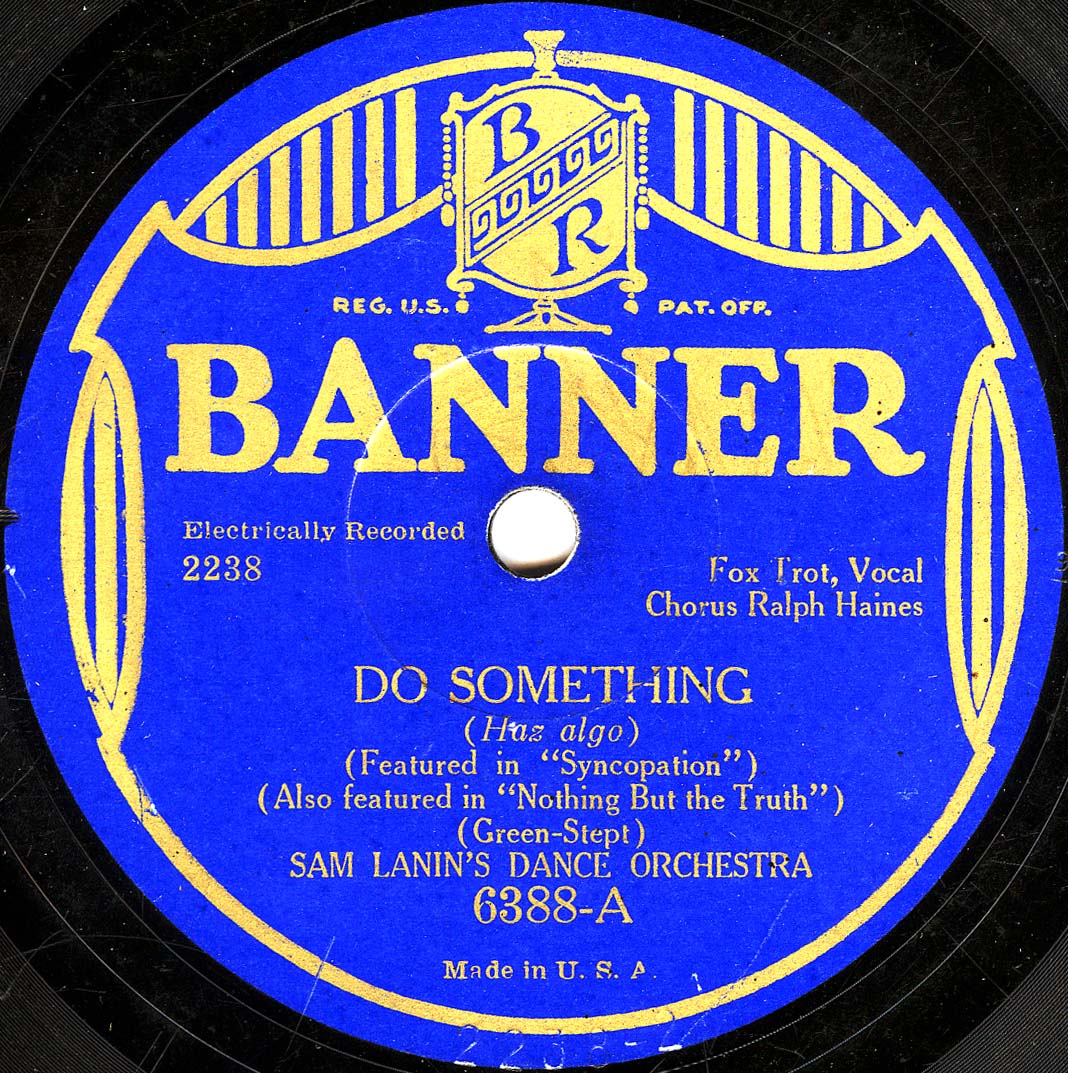
Banners etikettdesign var i princip oförändrad under hela märkets existens. Här en utgåva med den produktive orkesterledaren Sam Lanin.

Banner, amerikanskt skivmärke som existerade 1922–1935. Banner producerades ursprungligen av Plaza Music Company som senare gick upp i American Record Corporation (ARC).
Banner var, liksom de flesta av Plazas etiketter (Regal, Oriole, Jewel med flera), ett lågprismärke som såldes främst genom olika typer av varuhuskedjor. Utgivningen bestod till stor del av dans- och populärmusik samt en viss andel jazz, och många skivor utgavs under pseudonym.
I Europa utgavs en stor mängd Plaza-inspelningar på det brittiska märket Imperial.